# Silvino Bercellino
Silvino Bercellino (né le 31 janvier 1946 à Gattinara dans la province de Verceil au Piémont) est un joueur de football italien des années 1960 et 1970, qui évoluait au poste d'attaquant.
Silvino Bercellino est connu aussi sous le nom de Bercellino II, pour le différencier de son frère également footballeur, Giancarlo Bercellino, dit Bercellino I. Il était également surnommé Bercegol ou encore Torero Camomillo.
En tant qu'attaquant, il joua à la Juventus, son club formateur (jouant son premier match professionnel le 5 avril 1964 lors d'une défaite 2-1 en championnat contre le Milan AC), puis à Potenza SC, à l'US Palerme, ensuite à l'AC Mantova et à l'AC Monza. Il a remporté un titre de Serie B en 1968 avec Palerme.

## Clubs
- 1963-1964 :  Juventus
- 1964-1965 :  Potenza SC
- 1965-1966 :  Juventus
- 1966-1967 :  US Palerme
- 1967 :  AC Mantova
- 1967-1972 :  US Palerme
- 1972-1973 :  AC Monza

## Palmarès
Palerme
- Championnat d'Italie D2 (1) :
  - Champion : 1967-68.